# غبولة
غبولة هو عرش ببني ورتيلان، في ولاية سطيف، في منطقة القبائل، بالجزائر، غبولة تعني باللغة الأمازيغية أغبالو أي مكان غني بالماء. لها 13 قرية منها:
- قرية أخرى ب
- زاكو،
- اري لكاف
- تيغيلت.
- أيت بوغلاب
- أخريب
- أيت قلالة
- تانقوشت

يرجع تاريخ قدوم السكان إليها إلى القرن الثالث عشر الميلادي بسبب موجة جفاف آنذاك. وتعد زاكو اٍحدى أكبر القرى في هذا العرش ويعود اصلها إلى ايث وغليس باأقبو التابعة كما عرفت المنطقة بحسن الضيفة والكرم ’قوة وحيوية رجالها لدفاع عن المنطقة خاصة أثناء الثورة المباركة.